# Bikolregionen

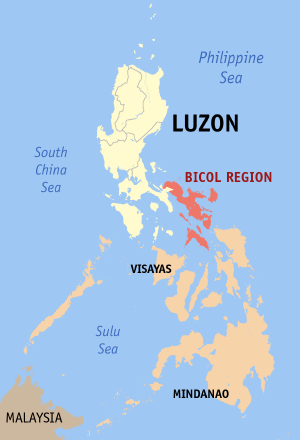
Bikolregionens läge.

Bikolregionen (Bicol, region V) är en region på Filippinerna, belägen på Bikolhalvön längst ner på sydöstra Luzon. Regionen har 5 289 500 invånare (2006) och en yta på 17 632,5 km². Regionen består av sex provinser: Albay, Camarines Norte, Camarines Sur, Catanduanes, Masbate och Sorsogon. Legazpi City är regionens administrativa huvudstad. Invånarna talar främst bikol, men även masbatenyo, filipino och engelska.
Regionen är indelad i sammanlagt 107 kommuner och 7 städer. De största och viktigaste städerna är Legazpi City och Naga City.